# Théorème de l'Huilier

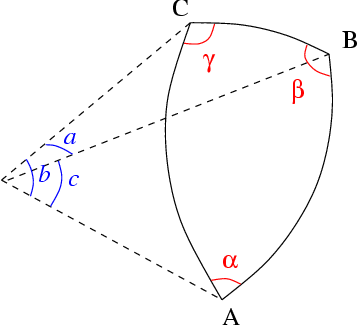
Notations dans un triangle sphérique

En trigonométrie sphérique, le théorème de l'Huilier relie l'aire d'un triangle sphérique à la longueur de ses côtés ; il constitue ainsi une généralisation de la formule de Héron à une géométrie non euclidienne.
Dans un triangle sphérique (voir figure ci-contre) dessiné sur la sphère de rayon R, dont les côtés ont pour dimensions angulaires a, b et c, on note le demi-périmètre
{\displaystyle p={\frac {1}{2}}(a+b+c)\,}.
Le théorème de l'Huilier énonce que la surface du triangle vaut
{\displaystyle S=4R^{2}\arctan \left\{{\sqrt {\tan \left({\frac {p}{2}}\right)\tan \left({\frac {p-a}{2}}\right)\tan \left({\frac {p-b}{2}}\right)\tan \left({\frac {p-c}{2}}\right)}}\right\}}.
La formule de Héron est le cas limite de l'égalité ci-dessus quand la courbure de la sphère devient suffisamment petite et qu'on se rapproche de la géométrie euclidienne : en effet, lorsque a, b et c deviennent petits devant 1 — R est grand devant BC, AC et AB — l'approximation
{\displaystyle \tan x\approx \arctan x\approx x\,}
(où {\displaystyle x} est un angle en radians ou un angle solide en stéradians) peut être menée. De plus comme les côtés ne sont plus mesurés en radians mais en unités de longueur, on ne s'intéresse plus à {\displaystyle {\widehat {p}},\ ({\widehat {p-a}}),\ ({\widehat {p-b}}),\ ({\widehat {p-c}})} mais à leurs produits par {\displaystyle R} (car {\displaystyle a=R\,{\widehat {a}}} etc.), et on retrouve la formule de Héron en faisant passer le {\displaystyle R^{2}} sous le signe radical et en en faisant sortir les dénominateurs.

## Voir également
- trigonométrie
  - triangle
  - résolution d'un triangle
  - formule de Héron
  - trigonométrie sphérique
- mathématiciens
  - Simon l'Huilier